# Withalaskolan

Withalaskolan (efter Vitala) är en skola i Vetlanda som före 1966 utgjorde Vetlanda statliga allmänna gymnasium och realskola.

## Övrigt
Withalaskolan har en vänförening, Withalaskolans Vänner, tidigare Withala- och Samrealskolans Vänner. Vänföreningen gav ut en bok 2013 med titeln Withalaskolan 100 Plus sammanställd av Bosse Heindorff.
Vitala Public School är en tvillingskola till Withalaskolan, som började byggas på ögruppen Andamanerna år 1992. Det var eleverna och lärarna som samlade ihop pengar, och överlämnade en check på 300 000 kronor. Skolan är idag utrustad med datorer, som är finansierade av Withalaskolan, och man kan skriva e-post till eleverna på Vitala Public School.

## Tidigare elever
Här har bland andra Lena Philipsson, Lars-Göran Frisk och Lars Gunnar Erlandson, Sveriges Radios utrikeskorrespondent under nästan 40 år utbildats liksom tre landshövdingar nämligen Ingrid Dahlberg, Ingegerd Wärnersson och Mats Svegfors. Bröderna Lennart Stenflo och Jan Olof Stenflo, båda bland annat medlemmar i Vetenskapsakdemien, var även de elever vid Withalaskolan. Anna Bråkenhielm, chef för produktionsbolaget Silverback och tidigare vd för Strix Television är också före detta elev vid skolan liksom ambassadör Bo Heinebäck. Vidare var före detta förbundskaptenen i bandy och medlem nummer 263 i Svenska Idrottsakademien Kenth Hultqvist också elev vid skolan en gång i tiden.